# Пичугины
Пичу́гины — русский дворянский род.
Этот дворянский род берёт происхождение от генерал-майора артиллерии Петра Михайловича Пичугина (1763—1848), он был жалован дипломом на потомственное дворянское достоинство 22 мая 1808 года.

## Описание герба
Щит пересечен и полу рассечён. Вверху в золотом поле накрест две серебряные шпаги с золотыми рукоятками остриями вверх, на них серебряная шестиугольная звезда. Внизу поверх правого червленого и левого черного полей пирамида из шести серебряных ядер.
Над щитом дворянский коронованный шлем с темя страусовыми перьями, на которых лежит согнутая рука в серебряных латах с изогнутым серебряным мечом. Намёт: золотой, подложенный червленым и черным.

## Известные представители рода
На протяжении столетия Пичугины представляли собой артиллеристов.
- Пичугин, Пётр Михайлович (1763-1848) — генерал-лейтенант.
- Пичугин, Аристарх Петрович (1798-1855) — генерал-майор, командир 2-й гренадерской дивизии, участник Русско-Турецкой войны 1828-1829, подавления Польского восстания 1830-1831.
- Пичугин, Пётр Аристархович (1839-1882)  — полковник, участник Российского завоевания Средней Азии, Русско-Турецкой войны (1877-1878).
- Пичугин, Николай Аристархович (1843-1917) — генерал-лейтенант, участник Русско-Турецкой войны (1878-1878).